# Palazzo Borromeo (Roma)
Palazzo Borromeo o palazzina di Pio IV è uno storico ed antico palazzo di Roma, da non confondere con palazzo Gabrielli-Borromeo. Situato lungo la via Flaminia e con l'ingresso in via delle Belle Arti, rappresenta un tipico palazzo rinascimentale, progettato nel 1561 dall'architetto Pirro Ligorio per il papa Pio IV.

## Storia e descrizione
Il palazzo sorge in quella che era la cosiddetta "vigna vecchia". Tale vigna, come allora venivano chiamate le ville, insieme alla vigna del porto e alla vigna Del Monte costituivano la residenza estiva di papa Giulio III. Sull'area delle tre vigne sorgono attualmente oltre che il palazzo Borromeo anche villa Giulia e villa Poniatowski.
Nel 1557 papa Paolo IV Carafa rivendicò la proprietà delle vigne alla Santa Sede (perché acquistate con i mezzi della Chiesa). Successivamente Pio IV donò l'edificio sorto sulla vigna e incompleto ai suoi amati nipoti: il conte Federico Borromeo e suo fratello il cardinale Carlo Borromeo. 
Il palazzo fu costruito a ridosso, inglobandola, di una preesistente fontana (detta di Papa Giulio III) capolavoro di Bartolomeo Ammannati che ancora si affaccia all'incrocio tra via Flaminia e via di Villa Giulia.
Con la prematura morte di Federico ed il trasferimento a Milano di Carlo, il palazzo venne ceduto alla sorella Anna Borromeo che sposò Fabrizio Colonna, per cui passò a questa potente famiglia romana. Seguirono circa trecento anni di vicende alterne e un periodo di abbandono. Nel 1920 il palazzo, di proprietà della famiglia Balestra, fu comprato e successivamente restaurato da Ugo Jandolo famoso antiquario romano.
Nel 1929 dopo i Patti Lateranensi venne acquistato dallo Stato Italiano per farne la nuova ambasciata d'Italia presso la Santa Sede, tuttora attiva. Si tratta dell'unico caso di una sede diplomatica distaccata sul territorio dello stesso Paese che rappresenta. Pertanto è anche l'unica ambasciata al mondo a non godere del privilegio dell'extraterritorialità.
Negli interni sono presenti stucchi e affreschi commissionati da Pio IV e Marcantonio Colonna.